# Santos FC (João Pessoa)
Santos FC is een Braziliaans voetbalclub uit João Pessoa in de staat Paraíba.

## Erelijst
De club werd opgericht in 1949 en speelde in 1954 voor het eerst in de hoogste klasse van het Campeonato Paraibano en speelde daar onafgebroken tot 1992. De club keerde nog eenmalig terug in 1997.